# ایرینا کیندزرسکا
ایرینا کیندزرسکا (انگلیسی: Iryna Kindzerska؛ زادهٔ ۱۳ ژوئن ۱۹۹۱) جودوکار زن اهل اوکراین است.